# Stora Alsjöns naturreservat
Stora Alsjöns naturreservat är ett svenskt naturreservat i Södertälje kommun i Stockholms län. Området är även ett Natura 2000-område. Området blev ett Natura 2000-område tack vare förekomsten av mossarten grön sköldmossa, dystrofa sjöar och småvatten, klippvegetation på silikatrika bergssluttningar, västlig taiga, skogbevuxen myr, samt öppna svagt välvda mossar, fattiga och intermediära kärr och gungflyn. Reservatet är 248 ha stort. Inom reservatets gränser ligger de tre sjöarna Lilla Alsjön, och Lilla Horssjön. Mindre delar av sjöarna Stora Horssjön och Trönsjön samt största delen av Stora Alsjön, som har givit reservatet sitt namn, ligger inom reservatets gränser. Större delen av skogen i reservatet är gammal orörd skog, som har råkat ut för bränder vid några tillfällen. Stora Alsjön är naturreservat sedan 2008.